# Sarzedo
Sarzedo es un municipio brasilero del estado de Minas Gerais. Se localiza a 20º02'07" de latitud sur y 44º08'41" de longitud oeste, a una altitud de 796 metros, situado en los márgenes de la carretera MG-40, entre los municipios de Ibirité y Mário Campos, teniendo como límite al norte el municipio de Betim, separados por el Arroyo Sarzedo, y al sur el municipio de Brumadinho, separados por la Sierra Tres Hermanos, extensión de la Sierra del Corral. Pertenece a la Región Metropolitana de Belo Horizonte.
Su población estimada en 2008 era de 24.828 habitantes.
Posee un área de 62,1974 km² y cerca de 18 barrios.